# Natação nos Jogos Olímpicos de Verão de 2024 - 200 m costas masculino
A prova dos 200 m costas masculino da natação nos Jogos Olímpicos de Verão de 2024 ocorreu em 31 de julho e 1 de agosto de 2024 na Paris La Défense Arena, em Paris. Um total de 29 nadadores de 22 Comitês Olímpicos Nacionais (CON) participaram do evento.

## Qualificação
Cada Comitê Olímpico Nacional (CON) poderia inscrever no máximo dois nadadores qualificados em cada evento individual, mas somente se ambos atingissem o "tempo de qualificação olímpica" (OQT). Um nadador por evento poderia potencialmente entrar se atingisse o "tempo de consideração olímpica" (OCT), ou se a cota total de 852 competidores não tivesse sido atingida. Os CONs também poderiam inscrever nadadores independentemente do tempo através das vagas de universalidade, mesmo que não tenham atingindo nenhum dos tempos de inscrição padrão (OQT/OCT).
Após o fim da janela de qualificação, a World Aquatics avaliou o número de nadadores que alcançaram o OQT, o número de nadadores somente para as provas de revezamento e o número de vagas de universalidade, antes de convidar aqueles com OCT para cumprir a cota total de 852. Além disso, as vagas no OCT foram distribuídas por evento de acordo com as posições no ranking mundial durante o prazo de qualificação. Para os 200 m costas masculino, o OQT foi de 1min57s50 e o OCT de 1min58s06.

## Formato
A competição consiste em três rodadas: preliminares, semifinais e final. Os nadadores com os 16 melhores tempos nas baterias preliminares avançam às semifinais. Já os nadadores com os 8 melhores tempos nas semifinais avançam à final. Desempates (swim-offs) são utilizados conforme necessário para quebrar os empates de avanço à próxima rodada.

## Calendário
Horário local (UTC+2)
| Data                | Horário | Fase         |
| ------------------- | ------- | ------------ |
| 31 de julho de 2024 | 10:00   | Preliminares |
| 31 de julho de 2024 | 19:35   | Semifinais   |
| 1 de agosto de 2024 | 17:30   | Final        |

## Medalhistas
| Ouro   | HUN Hubert Kós         |
| Prata  | GRE Apostolos Christou |
| Bronze | SUI Roman Mityukov     |

## Recordes
Antes desta competição, os recordes mundiais e olímpicos da prova eram os seguintes:
| Tipo | Atleta        | Tempo   | Local  | Data                |
| ---- | ------------- | ------- | ------ | ------------------- |
|      | Aaron Peirsol | 1:51.92 | Roma   | 31 de julho de 2009 |
|      | Evgeny Rylov  | 1:53.27 | Tóquio | 30 de julho de 2021 |

## Resultados

### Preliminares
Os nadadores com os 16 melhores tempos, independente da bateria, avançam às semifinais.
| Pos. | Bateria | Raia | Nadador              | CON                | Tempo   | Notas            |
| ---- | ------- | ---- | -------------------- | ------------------ | ------- | ---------------- |
| 1    | 3       | 5    | Roman Mityukov       | SUI Suíça          | 1:56.62 | Q                |
| 2    | 4       | 2    | Lukas Märtens        | GER Alemanha       | 1:56.89 | Q                |
| 3    | 2       | 6    | Pieter Coetze        | RSA África do Sul  | 1:56.92 | Q                |
| 4    | 4       | 4    | Hubert Kós           | HUN Hungria        | 1:57.01 | Q                |
| 5    | 3       | 4    | Ryan Murphy          | USA Estados Unidos | 1:57.03 | Q                |
| 6    | 2       | 4    | Hugo González        | ESP Espanha        | 1:57.08 | Q                |
| 7    | 2       | 7    | Apostolos Christou   | GRE Grécia         | 1:57.18 | Q                |
| 8    | 3       | 7    | Hidekazu Takehara    | JPN Japão          | 1:57.23 | Q                |
| 9    | 4       | 3    | Apostolos Siskos     | GRE Grécia         | 1:57.26 | Q                |
| 10   | 3       | 2    | Lee Ju-ho            | KOR Coreia do Sul  | 1:57.39 | Q                |
| 11   | 4       | 5    | Keaton Jones         | USA Estados Unidos | 1:57.54 | Q                |
| 12   | 4       | 7    | Oliver Morgan        | GBR Grã-Bretanha   | 1:57.56 | Q                |
| 13   | 3       | 3    | Mewen Tomac          | FRA França         | 1:57.62 | Q                |
| 14   | 2       | 1    | Thomas Ceccon        | ITA Itália         | 1:57.69 | Q                |
| 15   | 2       | 2    | Yohann Ndoye-Brouard | FRA França         | 1:57.92 | Q                |
| 16   | 4       | 6    | Ádám Telegdy         | HUN Hungria        | 1:57.98 | Q                |
| 17   | 3       | 1    | Ksawery Masiuk       | POL Polônia        | 1:58.01 |                  |
| 18   | 1       | 4    | Se-Bom Lee           | AUS Austrália      | 1:58.30 |                  |
| 19   | 4       | 8    | Blake Tierney        | CAN Canadá         | 1:58.39 |                  |
| 20   | 3       | 6    | Oleksandr Zheltyakov | UKR Ucrânia        | 1:58.41 |                  |
| 21   | 1       | 5    | Kane Follows         | NZL Nova Zelândia  | 1:58.63 |                  |
| 22   | 1       | 3    | David Gerchik        | ISR Israel         | 1:58.79 |                  |
| 23   | 2       | 8    | Kai van Westering    | NED Países Baixos  | 1:58.99 |                  |
| 24   | 3       | 8    | Matteo Restivo       | ITA Itália         | 1:59.05 |                  |
| 25   | 2       | 3    | Bradley Woodward     | AUS Austrália      | 2:00.50 |                  |
| 26   | 1       | 6    | Yeziel Morales       | PUR Porto Rico     | 2:00.60 |                  |
| 27   | 1       | 2    | Ziyad Saleem         | SUD Sudão          | 2:01.44 |                  |
| 28   | 1       | 7    | Denilson Cyprianos   | ZIM Zimbabwe       | 2:01.91 | Recorde nacional |
| 30   | 2       | 5    | Xu Jiayu             | CHN China          | DNS     |                  |
| 30   | 4       | 1    | Luke Greenbank       | GBR Grã-Bretanha   | DSQ     |                  |

### Semifinais
Os nadadores com os oito melhores tempos, independente da bateria, avançam à final.
| Pos. | Bateria | Raia | Nadador              | CON                | Tempo   | Notas |
| ---- | ------- | ---- | -------------------- | ------------------ | ------- | ----- |
| 1    | 1       | 5    | Hubert Kós           | HUN Hungria        | 1:55.96 | Q     |
| 2    | 2       | 4    | Roman Mityukov       | SUI Suíça          | 1:56.05 | Q     |
| 3    | 2       | 5    | Pieter Coetze        | RSA África do Sul  | 1:56.09 | Q     |
| 4    | 1       | 4    | Lukas Märtens        | GER Alemanha       | 1:56.33 | Q     |
| 4    | 2       | 6    | Apostolos Christou   | GRE Grécia         | 1:56.33 | Q     |
| 6    | 2       | 7    | Keaton Jones         | USA Estados Unidos | 1:56.39 | Q     |
| 7    | 2       | 1    | Mewen Tomac          | FRA França         | 1:56.43 | Q     |
| 8    | 1       | 3    | Hugo González        | ESP Espanha        | 1:56.52 | Q     |
| 9    | 1       | 1    | Thomas Ceccon        | ITA Itália         | 1:56.59 |       |
| 10   | 2       | 3    | Ryan Murphy          | USA Estados Unidos | 1:56.62 |       |
| 11   | 1       | 2    | Lee Ju-ho            | KOR Coreia do Sul  | 1:56.76 |       |
| 12   | 1       | 7    | Oliver Morgan        | GBR Grã-Bretanha   | 1:57.28 |       |
| 13   | 1       | 8    | Ádám Telegdy         | HUN Hungria        | 1:57.58 |       |
| 14   | 2       | 2    | Apostolos Siskos     | GRE Grécia         | 1:57.77 |       |
| 15   | 1       | 6    | Hidekazu Takehara    | JPN Japão          | 1:58.03 |       |
| 16   | 2       | 8    | Yohann Ndoye-Brouard | FRA França         | 1:58.65 |       |

### Final
Os três nadadores mais rápidos na final conquistam as medalhas.
| Pos.              | Raia | Nadador            | CON                | Tempo   | Notas            |
| ----------------- | ---- | ------------------ | ------------------ | ------- | ---------------- |
| Medalha de ouro   | 4    | Hubert Kós         | HUN Hungria        | 1:54.26 |                  |
| Medalha de prata  | 2    | Apostolos Christou | GRE Grécia         | 1:54.82 | Recorde nacional |
| Medalha de bronze | 5    | Roman Mityukov     | SUI Suíça          | 1:54.85 | Recorde nacional |
| 4                 | 1    | Mewen Tomac        | FRA França         | 1:55.38 | Recorde nacional |
| 5                 | 7    | Keaton Jones       | USA Estados Unidos | 1:55.39 |                  |
| 6                 | 8    | Hugo González      | ESP Espanha        | 1:55.47 |                  |
| 7                 | 3    | Pieter Coetze      | RSA África do Sul  | 1:55.60 | Recorde africano |
| 8                 | 6    | Lukas Märtens      | GER Alemanha       | 1:55.97 |                  |

Legenda
| Recorde mundial      | Recorde mundial (World record)               |                       | Recorde africano                      | Recorde africano (African) |                                           | Q | Classificado por posição (Qualified) |
| Recorde olímpico     | Recorde olímpico (Olympic record)            | Recorde da América    | Recorde da América (Americas)         | q                          | Classificado por melhor tempo (Qualified) |   |                                      |
| Melhor marca do ano  | Melhor marca do ano (World leading)          | Recorde asiático      | Recorde asiático (Asian)              | DNS                        | Não largou (Did not start)                |   |                                      |
| Recorde nacional     | Recorde nacional (National record)           | Recorde europeu       | Recorde europeu (European)            | DNF                        | Não terminou (Did not finish)             |   |                                      |
| Recorde pessoal      | Recorde pessoal do atleta (Personal best)    | Recorde da Oceania    | Recorde da Oceania (Oceania)          | DSQ / DQ                   | Desclassificado (Disqualified)            |   |                                      |
| Recorde da temporada | Recorde da temporada do atleta (Season best) | Recorde sul-americano | Recorde sul-americano (South America) | NM                         | Sem marca (No mark)                       |   |                                      |